# Paul Boucherot
Paul Boucherot (Parijs, 3 oktober 1869 – Ardentes, 20 februari 1943) was een Frans elektrotechnisch ingenieur.
Boucherot bestudeerde het gedrag van elektrische geleiding, introduceerde het begrip reactief vermogen (blindvermogen) en vond rond 1898 de synchrone elektromotor uit. Voor de asynchrone draaistroommotor ontwikkelde Boucherot de dubbelkooirotor, een kooianker waarmee een groter aanloopkoppel wordt verkregen dan met een enkelkooirotor.
Claude-Boucherot procesSamen met oud-studiegenoot Georges Claude zijn ze de uitvinders van het OTEC-concept, een techniek om elektriciteit op te wekken door het temperatuurverschil tussen het oppervlaktewater en de diepere lagen van de oceaan. In 1930 werd de eerste installatie in Cuba gebouwd en deze wist 22kW te produceren door middel van een vacuümturbine.
Theorie van BoucherotIn een elektrisch wisselstroomnetwerk is het totale actieve vermogen gelijk aan de som van alle individuele actieve vermogens, is het totale reactieve vermogen gelijk aan de som van alle individuele reactieve vermogens, maar is het totale schijnbare vermogen ONGELIJK aan de som van alle individuele schijnbare vermogens.
Boucherot-netwerkEen elektrisch filter die bij audio-versterkers wordt gebruikt om hoogfrequente signalen te onderdrukken die kunnen optreden als de versterker onbelast wordt. Een Boucherot-netwerk bestaat gewoonlijk uit een seriegeschakelde condensator en weerstand die over de belasting wordt gemonteerd.